# Liste des îles du Päijänne
La liste des îles du lac Päijänne répertorie des grandes îles habitées ou autrement pertinentes du lac Päijänne en Finlande. 
Le lac Päijänne compte environ 2 690 îles d'une superficie totale de 23 204 hectares, soit 232 kilomètres carrés.
Les îles représentent 21,4% du lac avec une superficie de 1 083 kilomètres carrés.

## Classement
Les îles des tableaux sont regroupées de la même manière que les données officielles, c'est-à-dire selon trois parties de lac: 
- la partie nord du Päijänne,
- la partie centrale du Päijänne
- Asikkalanselkä.

Les îles sont répertoriées, si possible, du nord au sud dans l'ordre.

## Partie nord du Päijänne
La partie nord du Päijänne compte 235 îles, d'une superficie totale de 2 124 ha, soit 21,2 kilomètres carrés,.
| Île                 | Municipalité | Route   | Superficie (ha) | Longueur (km) | Largeur (km) | Coordonnées                  | Réf. |
| ------------------- | ------------ | ------- | --------------- | ------------- | ------------ | ---------------------------- | ---- |
| Varassaari (fi)     | Jyväskylä    | 2 ponts | 24              | 1,0           | 0,5          | 62° 14′ 35″ N, 25° 52′ 37″ E |      |
| Iso Haapasaari (fi) | Jyväskylä    | oui     | 35              | 1,3           | 0,5          | 62° 13′ 30″ N, 25° 50′ 28″ E |      |
| Vuoritsalo          | Jyväskylä    | non     | 474             | 4,1           | 1,7          | 62° 11′ 38″ N, 25° 49′ 23″ E |      |
| Kalasaari (fi)      | Jyväskylä    | non     | 9               | 0,9           | 0,1          | 62° 12′ 36″ N, 25° 49′ 12″ E |      |
| Lehtissaari (fi)    | Jyväskylä    | non     | 55              | 1,5           | 0,7          | 62° 12′ 40″ N, 25° 48′ 07″ E |      |
| Pieni-Lehtinen (fi) | Jyväskylä    | non     | 3,8             | 0,3           | 0,2          | 62° 12′ 00″ N, 25° 48′ 11″ E |      |
| Siikasaari (fi)     | Jyväskylä    | non     | 79              | 1,8           | 0,7          | 62° 12′ 25″ N, 25° 51′ 07″ E |      |
| Vähä-Urtti (fi)     | Jyväskylä    | non     | 23              | 0,7           | 0,5          | 62° 11′ 38″ N, 25° 46′ 37″ E |      |
| Iso-Poro (fi)       | Jyväskylä    | non     | 77              | 1,7           | 0,8          | 62° 10′ 05″ N, 25° 47′ 28″ E |      |
| Säynätsalo          | Jyväskylä    | pont    | 141             | 1,7           | 1,6          | 62° 08′ 24″ N, 25° 46′ 08″ E |      |
| Lehtissaari (fi)    | Jyväskylä    | pont    | 73              | 1,6           | 1,2          | 62° 07′ 48″ N, 25° 45′ 22″ E |      |
| Majasaari (fi)      | Muurame      | non     | 35              | 1,0           | 0,6          | 62° 07′ 48″ N, 25° 43′ 12″ E |      |
| Saarenkylä          | Muurame      | pont    | 204             | 3,1           | 1,7          | 62° 07′ 23″ N, 25° 41′ 53″ E |      |
| Muuratsalo          | Muurame      | pont    | 960             | 5,6           | 3,2          | 62° 05′ 56″ N, 25° 45′ 14″ E |      |

## Partie centrale du Päijänne
La partie centrale du Päijänne, commençant à Kärkistensalmi et se terminant au Pulkkilanharju, compte 2 261 îles totalisant une superficie de 18 950 hectares, soit 189,5 kilomètres carrés,.
| Île                 | Municipalité | Route   | Superficie (ha) | Longueur (km) | Largeur (km) | Coordonnées                  | Réf.  |
| ------------------- | ------------ | ------- | --------------- | ------------- | ------------ | ---------------------------- | ----- |
| Kumina (fi)         | Jyväskylä    | non     | 117             | 1,9           | 1,1          | 61° 56′ 10″ N, 25° 36′ 04″ E |       |
| Kouhinsalo (fi)     | Jyväskylä    | pont    | 392             | 3,5           | 3,1          | 61° 53′ 13″ N, 25° 38′ 13″ E |       |
| Kilvensalo (fi)     | Jyväskylä    | non     | 136             | 1,6           | 1,3          | 61° 52′ 41″ N, 25° 35′ 56″ E |       |
| Paatsalo (fi)       | Jämsä        | non     | 114             | 2,0           | 0,8          | 61° 50′ 46″ N, 25° 31′ 16″ E |       |
| Taivassalo          | Jämsä        | non     | 503             | 3,7           | 2,2          | 61° 48′ 36″ N, 25° 31′ 05″ E |       |
| Kukkaro (fi)        | Jämsä        | non     | 258             | 2,5           | 1,8          | 61° 47′ 35″ N, 25° 28′ 01″ E |       |
| Kaijansalo (fi)     | Jämsä        | non     | 84              | 2,1           | 0,6          | 61° 46′ 16″ N, 25° 25′ 48″ E |       |
| Karhusalo (fi)      | Jämsä        | non     | 169             | 2,1           | 1,1          | 61° 46′ 16″ N, 25° 24′ 32″ E |       |
| Onkisalo            | Luhanka      | pont    | 1030            | 6,6           | 2,8          | 61° 45′ 07″ N, 25° 40′ 26″ E |       |
| Mustassalo          | Kuhmoinen    | non     | 508             | 3,5           | 2,2          | 61° 44′ 49″ N, 25° 27′ 25″ E |       |
| Edessalo            | Jämsä        | non     | 674             | 3,9           | 2,8          | 61° 43′ 44″ N, 25° 21′ 47″ E |       |
| Haukkasalo          | Kuhmoinen    | bac     | 1203            | 4,9           | 4,2          | 61° 43′ 08″ N, 25° 26′ 46″ E | [ 4 ] |
| Judinsalo           | Luhanka      | 2 ponts | 2490            | 7,7           | 6,0          | 61° 42′ 14″ N, 25° 34′ 05″ E |       |
| Vehkasalo           | Sysmä        | 2 ponts | 925             | 6,7           | 2,9          | 61° 38′ 28″ N, 25° 37′ 23″ E |       |
| Papinsaari (fi)     | Kuhmoinen    | pont    | 31              | 1,1           | 0,4          | 61° 33′ 04″ N, 25° 10′ 52″ E |       |
| Sarvisalo (fi)      | Kuhmoinen    | non     | 130             | 1,7           | 1,1          | 61° 32′ 20″ N, 25° 18′ 00″ E |       |
| Uotilansaari        | Kuhmoinen    | non     | 243             | 3,7           | 2,0          | 61° 31′ 52″ N, 25° 12′ 11″ E |       |
| Rekisalo            | Kuhmoinen    | non     | 397             | 3,9           | 1,8          | 61° 30′ 54″ N, 25° 13′ 48″ E |       |
| Iso-Juures          | Sysmä        | non     | 193             | 2,2           | 1,5          | 61° 33′ 07″ N, 25° 32′ 10″ E |       |
| Töijensalo          | Sysmä        | pont    | 671             | 2,9           | 2,3          | 61° 31′ 52″ N, 25° 30′ 40″ E |       |
| Kähärinsaari        | Sysmä        | pont    | 310             | 3,3           | 1,7          | 61° 31′ 01″ N, 25° 29′ 02″ E |       |
| Sotkettama          | Sysmä        | non     | 85              | 1,5           | 1,2          | 61° 30′ 50″ N, 25° 32′ 20″ E |       |
| Päijätsalo          | Sysmä        | pont    | 270             | 2,4           | 1,8          | 61° 28′ 48″ N, 25° 34′ 48″ E |       |
| Vähäsalo (fi)       | Padasjoki    | pont    | 230             | 2,7           | 1,8          | 61° 27′ 22″ N, 25° 13′ 59″ E |       |
| Virmaila            | Padasjoki    | pont    | 3438            | 12,2          | 4,7          | 61° 25′ 44″ N, 25° 21′ 29″ E |       |
| Paatsalo            | Sysmä        | non     | 130             | 2,1           | 1,0          | 61° 24′ 04″ N, 25° 30′ 47″ E |       |
| Haukkasalo (fi)     | Padasjoki    | non     | 82              | 2,9           | 0,8          | 61° 22′ 30″ N, 25° 21′ 54″ E |       |
| Kelvenne            | Padasjoki    | non     | 349             | 7,7           | 1,4          | 61° 21′ 58″ N, 25° 27′ 11″ E | [ 5 ] |
| Hirvisaari (fi)     | Padasjoki    | non     | 147             | 1,8           | 1,4          | 61° 20′ 56″ N, 25° 30′ 11″ E |       |
| Hinttolansaari (fi) | Padasjoki    | non     | 162             | 1,8           | 1,6          | 61° 20′ 02″ N, 25° 28′ 59″ E |       |

## Asikkalanselkä
La partie sud du lac est appelée Asikkalanselkä. 
Asikkalanselkä compte 194 îles d'une superficie totale de 2 129 hectares soit 21,3 kilomètres carrés,.
| Île                                   | Municipalité | Route   | Superficie (ha) | Longueur (km) | Largeur (km) | Coordonnées                  | Réf.  |
| ------------------------------------- | ------------ | ------- | --------------- | ------------- | ------------ | ---------------------------- | ----- |
| Île la plus au Nord du Pulkkilanharju | Asikkala     | 2 ponts | 116             | 3,0           | 0,9          | 61° 18′ 25″ N, 25° 32′ 38″ E |       |
| Île centrale du Pulkkilanharju        | Asikkala     | 2 ponts | 35              | 2,9           | 0,3          | 61° 16′ 52″ N, 25° 31′ 41″ E |       |
| Isosaari (fi)                         | Asikkala     | non     | 56              | 1,3           | 0,7          | 61° 16′ 08″ N, 25° 33′ 11″ E |       |
| Haute Huhtasaari (fi)                 | Asikkala     | non     | 19              | 0,7           | 0,4          | 61° 14′ 10″ N, 25° 36′ 11″ E |       |
| Basse Huhtasaari (fi)                 | Asikkala     | non     | 18              | 0,7           | 0,5          | 61° 14′ 20″ N, 25° 36′ 58″ E |       |
| Vesansalo (fi)                        | Asikkala     | pont    | 160             | 2,6           | 1,9          | 61° 12′ 04″ N, 25° 40′ 16″ E |       |
| Salonsaari                            | Asikkala     | pont    | 1672            | 7,1           | 5,3          | 61° 11′ 53″ N, 25° 37′ 19″ E | [ 7 ] |
| Kinissaari (fi)                       | Asikkala     | non     | 21              | 0,6           | 0,6          | 61° 11′ 53″ N, 25° 41′ 42″ E |       |
| Pernasaari (fi)                       | Asikkala     | non     | 47              | 1,0           | 0,7          | 61° 11′ 42″ N, 25° 32′ 31″ E |       |

## Transports
L'archipel du Päijänne est traversé par la route de l'archipel.
La plupart des iles du lac ne sont accessibles que par bateau et le lac Päijänne compte de nombreux ports.

## Sources
- (fi)/(fi) Cet article est partiellement ou en totalité issu des articles intitulés en finnois « Varassaari » (voir la liste des auteurs),  « Iso Haapasaari (Jyväskylä) » (voir la liste des auteurs) et en finnois « Vuoritsalo » (voir la liste des auteurs).

- (fi)/(fi) Cet article est partiellement ou en totalité issu des articles intitulés en finnois « Kalasaari (Jyväskylä) » (voir la liste des auteurs),  « Lehtissaari (Jyväskylä) » (voir la liste des auteurs) et en finnois « Pieni-Lehtinen » (voir la liste des auteurs).

- (fi)/(fi) Cet article est partiellement ou en totalité issu des articles intitulés en finnois « Siikasaari (Päijänne) » (voir la liste des auteurs),  « Vähä-Urtti » (voir la liste des auteurs) et en finnois « Iso-Poro » (voir la liste des auteurs).

- (fi)/(fi) Cet article est partiellement ou en totalité issu des articles intitulés en finnois « Säynätsalo (île) » (voir la liste des auteurs),  « Lehtissaari (île à Säynätsalo) » (voir la liste des auteurs) et en finnois « Majasaari (Muurame, Päijänne) » (voir la liste des auteurs).

- (fi) Cet article est partiellement ou en totalité issu de l’article de Wikipédia en finnois intitulé « Saarenkylä (Muurame) » (voir la liste des auteurs).